# گلاسل پارک (لس آنجلس)
گلاسل پارک (به انگلیسی: Glassell Park) یک منطقهٔ مسکونی در ایالات متحده آمریکا است که در لس آنجلس واقع شده‌است. گلاسل پارک ۲۲٬۹۱۱ نفر جمعیت دارد و ۱۳۱٫۹۸ متر بالاتر از سطح دریا قرار دارد.